# SM-liiga 1987/88
Die SM-liiga-Saison 1987/88 war die 13. Spielzeit der finnischen SM-liiga. Finnischer Meister wurde zum insgesamt elften Mal und zum siebten Mal seit Einführung der SM-liiga Tappara Tampere.

## Reguläre Saison

### Modus
Die zehn Mannschaften der SM-liiga spielten zunächst in 44 Saisonspielen gegeneinander. Die ersten vier Mannschaften qualifizierten sich für die Play-offs. Aufgrund einer Ligaerweiterung um zwei Mannschaften im folgenden Jahr stieg kein Team direkt ab. Der Letztplatzierte der SM-liiga musste gegen den Drittplatzierten der  I-divisioona um den Klassenerhalt bzw. Aufstieg antreten, wobei sich KooKoo gegen Reipas Lahti durchsetzte. Für einen Sieg erhielt jede Mannschaft zwei Punkte, bei einem Unentschieden gab es einen Punkt und bei einer Niederlage null Punkte.

## Hauptrunde

### Tabelle
|     | Klub            | Sp | S  | U | N  | T   | GT  | Punkte |
| --- | --------------- | -- | -- | - | -- | --- | --- | ------ |
| 1.  | Ilves Tampere   | 44 | 30 | 3 | 11 | 227 | 143 | 63     |
| 2.  | HIFK Helsinki   | 44 | 29 | 1 | 14 | 192 | 127 | 59     |
| 3.  | Tappara Tampere | 44 | 24 | 6 | 14 | 195 | 147 | 54     |
| 4.  | Lukko Rauma     | 44 | 24 | 1 | 19 | 168 | 140 | 49     |
| 5.  | TPS Turku       | 44 | 22 | 3 | 19 | 206 | 182 | 47     |
| 6.  | Kärpät Oulu     | 44 | 22 | 2 | 20 | 187 | 172 | 46     |
| 7   | Ässät Pori      | 44 | 19 | 4 | 21 | 183 | 195 | 42     |
| 8.  | KalPa Kuopio    | 44 | 16 | 4 | 24 | 164 | 220 | 36     |
| 9.  | JyP HT          | 44 | 12 | 5 | 27 | 132 | 199 | 29     |
| 10. | KooKoo          | 44 | 7  | 1 | 36 | 123 | 252 | 15     |

Sp = Spiele, S = Siege, U = unentschieden, N = Niederlagen, OTS = Overtime-Siege, OTN = Overtime-Niederlage, SOS = Penalty-Siege, SON = Penalty-Niederlage

### Beste Scorer
|    | Name            | Klub          | Spiele | Tore | Assists | Punkte |
| -- | --------------- | ------------- | ------ | ---- | ------- | ------ |
| 1  | Esa Keskinen    | TPS Turku     | 44     | 14   | 55      | 69     |
| 2  | Arto Javanainen | TPS Turku     | 44     | 47   | 20      | 67     |
| 3  | Mark Jooris     | Ässät Pori    | 42     | 29   | 34      | 63     |
| 4  | Jukka Vilander  | TPS Turku     | 44     | 25   | 37      | 62     |
| 5  | Risto Jalo      | Ilves Tampere | 35     | 25   | 35      | 60     |
| 6  | Matti Hagman    | HIFK Helsinki | 44     | 17   | 43      | 60     |
| 7  | Darren Boyko    | HIFK Helsinki | 44     | 14   | 40      | 54     |
| 8  | Jari Lindroos   | Kärpät Oulu   | 44     | 18   | 35      | 53     |
| 9  | Dale Derkatch   | Ilves Tampere | 41     | 28   | 24      | 52     |
| 10 | Jouni Rinne     | KalPa Kuopio  | 41     | 26   | 26      | 52     |

## Play-offs
Das Halbfinale wurde im Modus „Best-of-Five“ ausgetragen, das Spiel um Platz drei in einem einzigen Entscheidungsspiel. Das Finale wiederum fand im Modus „Best-of-Seven“ statt.

### Turnierbaum
|  | Halbfinale          | Halbfinale |       |   | Finale | Finale |
|  |                     |            |       |   |        |        |
|  | HIFK Helsinki       | 2          |       |   |        |        |
|  | Tappara Tampere     | 3          |       |   |        |        |
|  |                     |            |       |   |        |        |
|  |                     |            |       |   |        |        |
|  | Tappara             | 4          |       |   |        |        |
|  |                     | Lukko      | 1     |   |        |        |
|  |                     |            |       |   |        |        |
|  | Spiel um Platz drei |            |       |   |        |        |
|  |                     |            | Ilves | 0 |        |        |
|  | Ilves Tampere       | 0          | HIFK  | 1 |        |        |
|  | Lukko Rauma         | 3          |       |   |        |        |

### Finnischer Meister
| Finnischer Meister Tappara Tampere | Torhüter: Tom Draper, Jari Halme Verteidiger: Juha Jokiniemi, Markku Jutila, Timo Jutila, Pekka Laksola, Harri Laurila, Jukka Marttila, Petri Matikainen, Teppo Numminen Angreifer: Kari Heikkinen, Jussi-Pekka Järvinen, Pauli Järvinen, Arto Kulmala, Erkki Lehtonen, Reijo Mikkolainen, Janne Ojanen, Hannu Oksanen, Tommi Pohja, Jyrki Silius, Sami Siren, Timo Susi, Tero Toivola, Risto Tuominen Cheftrainer: |

## Liga-Relegation
| KooKoo – Kiekko-Reipas | KooKoo – Kiekko-Reipas | KooKoo – Kiekko-Reipas |
| ---------------------- | ---------------------- | ---------------------- |
| KooKoo                 | Kiekko-Reipas          | 4:3                    |
| Kiekko-Reipas          | KooKoo                 | 5:1                    |
| KooKoo                 | Kiekko-Reipas          | 3:4                    |
| Kiekko-Reipas          | KooKoo                 | 3:4                    |
| KooKoo                 | Kiekko-Reipas          | 8:5                    |

KooKoo gewinnt die Serie mit 3:2 und verbleibt in der SM-liiga.

## Auszeichnungen
All-Star-Team
| Angriff: Kari Laitinen (HIFK) • Raimo Helminen (Ilves) • Arto Javanainen (TPS) Abwehr: Simo Saarinen (HIFK) • Timo Jutila (Tappara) Tor: Jarmo Myllys (Lukko) |